# ياسوميتشي أوتشيما
ياسوميتشي أوتشيما (باليابانية: 内間 安路) (10 سبتمبر 1984 في مدينة أوكيناوا في اليابان – )؛ هو لاعب كرة قدم ياباني سابق كان يلعب كمدافع.

## وصلات خارجية
- ياسوميتشي أوتشيما على موقع رابطة كرة القدم اليابانية للمحترفين (اليابانية)
- ياسوميتشي أوتشيما على موقع قاعدة بيانات كرة القدم.إي يو (الإنجليزية)
- ياسوميتشي أوتشيما على موقع Soccerway.com (الإنجليزية)